# Raorchestes glandulosus
Espèce
Synonymes
- Ixalis glandulosa Jerdon, 1853
- Philautus glandulosus (Jerdon, 1853)
- Ixalus pulcher Boulenger, 1882
- Rhacophorus noblei Ahl, 1927
- Pseudophilautus glandulosus (Jerdon, 1854)

Statut de conservation UICN

 VU B1ab(iii) : Vulnérable
Raorchestes glandulosus est une espèce d'amphibiens de la famille des Rhacophoridae.

## Répartition
Cette espèce est endémique des Ghâts occidentaux en Inde. Elle se rencontre jusqu'à plus de 2 000 m d'altitude dans le district de Kodagu au Karnataka et dans le district de Wayanad au Kerala.

## Publication originale
- Jerdon, 1854 "1853" : Catalogue of Reptiles inhabiting the Peninsula of India. Journal of the Asiatic Society of Bengal, vol. 22, p. 522-534 (texte intégral).